# Comuna Iurceni, Nisporeni
Comuna Iurceni este o comună din raionul Nisporeni, Republica Moldova. Este formată din satele Iurceni (sat-reședință) și Mîrzoaia.

## Demografie
Conform datelor recensământului din 2014, comuna are o populație de 1.764 de locuitori. La recensământul din 2004 erau 2.018 locuitori.

## Administrație și politică
Componența Consiliului local Iurceni (11 consilieri), ales la 5 noiembrie 2023, este următoarea:
|  | Partid                           | Consilieri | Componență | Componență | Componență | Componență | Componență | Componență | Componență | Componență | Componență |
|  | -------------------------------- | ---------- | ---------- | ---------- | ---------- | ---------- | ---------- | ---------- | ---------- | ---------- | ---------- |
|  | Mișcarea „Respect Moldova”       | 9          |            |            |            |            |            |            |            |            |            |
|  | Partidul Acțiune și Solidaritate | 2          |            |            |            |            |            |            |            |            |            |